# Роан
Вижте пояснителната страница за други значения на Роан.
Роан (на френски: Roanne, [ʁɔan]) е град в централна Франция, административен център на окръг Роан в департамента Лоар на регион Оверн-Рона-Алпи. Населението му е около 34 800 души (2015).
Разположен е на 269 метра надморска височина в южния край на Парижкия басейн, на левия бряг на река Лоара и на 68 километра северозападно от Лион. Селището е известно от Античността и традиционно е важен транспортен център в горния край на плавателното течение на Лоара. Днес градът е важен център на военната и текстилната промишленост и производството на автомобилни гуми.

## Известни личности
Родени в Роан
- Пиер Етекс (1928 – 2016), режисьор и актьор